# Alexandrina Maria da Costa
Alexandrina Maria da Costa, känd som Alexandrina av Balazar, född 30 mars 1904 i Balazar, Póvoa de Varzim, död där 13 oktober 1955, var en portugisisk romersk-katolsk mystiker och medlem av Salesianernas tredjeorden. Hon vördas som salig i Romersk-katolska kyrkan, med minnesdag den 13 oktober.

## Bilder
| - Saliga Alexandrinas grav. |

### Webbkällor
- De Tata, Marcella. ”Beata Alessandrina Maria da Costa, cooperatrice salesiana” (på italienska). Santi e Beati. Arkiverad från originalet den 14 januari 2021. https://archive.md/8cz2m. Läst 14 januari 2021.
- ”Blessed Alexandrina Maria da Costa” (på engelska). CatholicSaints.Info. Arkiverad från originalet den 14 januari 2021. https://archive.md/upclh. Läst 14 januari 2021.